# Lwanjilo
Lwanjilo (Lwanjiro) ist ein Verwaltungsbezirk (Ward) des Distrikts Mbeya in der gleichnamigen tansanischen Region Mbeya.

## Geografie
Lwanjilo liegt im Südwesten von Tansania etwa 20 Kilometer nördlich vom Stadtzentrum von Mbeya. Die Fläche beträgt 131,4 Quadratkilometer und bei der Volkszählung 2022 lebten hier 2637 Menschen in 789 Haushalten.

## Gliederung
Der Bezirk besteht aus zwei Gemeinden (Mtaa) mit zwölf Orten (Kitongoji):
| Lwanjilo - Soweto - Nsijiji - Matula - Ndola - Nsalaga - Mbilwa - Gubishe - Majula | Ilowelo - Ilowelo - Igubishe - Ivwembela - Igawilo |

## Wirtschaft und Infrastruktur
- Gesundheit: Im Bezirk gibt es zwei Apotheken, eine in Lwanjilo[6] und eine in Ileya[7]